# Universiteit voor Scheikunde en Technologie Praag
De Universiteit voor Scheikunde en Technologie Praag (Tsjechisch: Vysoká škola chemicko-technologická v Praze, afkorting: VŠCHT) is een universiteit in de Tsjechische hoofdstad Praag.
In 1920 werd de "Hogeschool voor chemisch-technologisch ingenieurswezen" opgericht. Dit was een faculteit van de huidige Tsjechische Technische Universiteit in Praag. In het jaar 1953 werd deze faculteit zelfstandig en vanaf dat moment gaat het door het leven als de Universiteit voor Scheikunde en Technologie.

## Faculteiten
De universiteit is opgedeeld in vier faculteiten.
- Faculteit voor chemische technologie
- Faculteit voor milieubeschermingstechnologie
- Faculteit voor levensmiddelen- en biomedische technologie
- Faculteit voor chemisch ingenieurswezen